# 佐藤哲也 (空間デザイナー)
佐藤 哲也 （さとう てつや）は日本のプロデューサー、クリエーター。主にテーマパークのアトラクションや空間デザインなど。。ソニー株式会社所属。2025年日本国際博覧会テーマ事業・シグネチャーパビリオン「いのちのあかし」展示企画ディレクター。

## 人物・経歴
東京大学大学院を卒業後、東京のIT企業への就職を経て、2012年にウォルト・ディズニー・ジャパンに入社。2015年にはcuriosity 株式会社を創立。2018年以降はソニー株式会社に所属。万博などの大規模な国際イベントの企画や、企業・商業・エンタメ施設の空間デザインのクリエイティブを手掛ける。

## 主な実績

### イベント
- 2021年 2020年ドバイ国際博覧会 日本館[6][7]
- 2025年 2025年日本国際博覧会テーマ事業・シグネチャーパビリオン「いのちのあかし」
- 2025年 2025年日本国際博覧会 バンダイナムコホールディングス「GUNDAM NEXT FUTURE PAVILION」

### 個人作品
- 2018年 三次元性：垂直、水平、そして過去（シンガポール Sam at 8Q）[8]
- 2021年 北斎漫画（上野の森美術館）[9]

### その他
- 2018年 増田セバスチャン「Point-Rhythm World 2018 -モネの小宇宙-」[10]
- 2019年 ハリー・ポッター 魔法ワールドカフェ 映像エリア[11]
- 2019年 ホテル「an/other TOKYO」[12]
- 2019年 秋葉原駅 東西自由通路インスタレーション[13]
- 2020年 小田急箱根ロマンスカー車内BGM「HAKONECTION」[14]
- 2020年 ニフレル「およぎにふれる」[15]
- 2020年 MEDICITY Imaginative Forest[16]
- 2021年 AR作品「虎次郎と日本に来たモネ」[17]
- 2021年 ロマンスカーミュージアム
- 2021年 ニフレル「ひびきにふれる」
- 2022年 パークプレイス大分「シャングリラ」
- 2022年 杉乃井ホテル「AQUA DREAMS 湯街夢夜」[18]
- 2024年 広島サッカーミュージアム『RE LIFE ～サッカーと復興の物語～』

## 受賞歴
- 2015年 AWS Summit Tokyo IoT アイディアソン&ハッカソン 2015[19]
- 2017年 ANNUAL THEA AWARD RECIPIENTS[20]
- 2020年 日本空間デザイン賞 銀賞[21]
- 2022年 BIEパビリオンプライズ金賞[22]
- 2022年 グッドデザイン賞[23]